# 1959年逝世人物列表
1959年逝世人物列表：1月 - 2月 - 3月 - 4月 - 5月 - 6月 - 7月 - 8月 - 9月 - 10月 - 11月 - 12月
下面是1959年逝世的知名人士列表。

## 1月

### 9日
- 朱塞佩·博泰，義大利法西斯記者和政治家

### 10日
- 科林·格雷戈里，澳大利亞網球運動員

### 14日
- 艾文德·貝格拉夫，挪威路德宗主教和牧師
- G·D·H·柯尔，英國政治理論家、經濟學家和歷史學家[1]

### 21日
- 塞西爾·德米爾，美國電影導演
- 弗朗西斯·格特鲁德·麦吉尔，加拿大法醫病理學家
- 卡爾·斯威策，美國演員

### 22日
- 伊莉莎白·摩爾，美國網球冠軍
- 迈克·霍索恩，英國賽車手

## 2月

### 3日
- 在一架私人飛機墜毀中喪生：
  - 大波普，美國搖滾歌手
  - 巴迪·霍利，美國搖滾歌手
  - 里奇·瓦倫斯，美國搖滾歌手
- 文森特·阿斯特，美國慈善家
- 赫伯特·格林沃爾德，美國房地產開發商
- 弗朗切斯科·德·羅伯蒂斯，義大利編劇、編輯和導演
- 比烏拉·扎卡里，美國電視導演和製片人

### 4日
- 烏娜·奧康納，愛爾蘭女演員
- 羅伯特·愛默生，美國科學家

### 7日
- 丹尼尔·马兰，南非政治家，南非第四任總理[2]

### 11日
- 馬歇爾·蒂格，美國賽車手

### 12日
- 喬治·安塞爾，美國作曲家

### 14日
- 寶貝多茲，美國爵士音樂家

### 15日
- 拉爾夫·伊斯特伍德，英國陸軍軍官
- 欧文·理查森，英國物理學家，諾貝爾獎獲得者

### 18日
- 加戈·庫蒂尼奧，葡萄牙航空先驅

### 22日
- 海倫·帕裡什，美國女演員

### 23日
- 皮埃尔·弗里登，盧森堡政治家和作家，盧森堡第18任首相

### 25日
- 克拉夫季·杜日-杜舍夫斯基，蘇聯建築師、外交官和記者

### 26日
- 第二代法夫女公爵亚历山德拉公主，愛德華七世國王的第一個孫子女
- 佐藤幸德，日本將軍
- 塞利格·蘇斯金，俄羅斯出生的以色列農學家和早期猶太復國主義者

### 28日
- 麥克斯韋·安德森，美國編劇
- 比阿特麗克絲·法蘭德，美國園丁和建築師

## 3月

### 1日
- 麥克·戈登，美國作曲家和作詞家

### 2日
- 扎爾曼·本-亞科夫，以色列政治家
- 埃裡克·布洛爾，英國演員

### 3日
- 盧·科斯特洛，美國演員和喜劇演員

### 4日
- 阿道夫·丹齊格·德·卡斯特羅，以色列學者
- 马克西·朗，美國運動員

### 6日
- 吉多·布里尼奧內，義大利演員
- 弗雷德·斯通，美國演員

### 7日
- 鳩山一郎，日本政治家，日本第36任首相

### 15日
- 沙爾瓦·達迪亞尼，蘇聯小說家
- 莱斯特·杨，美國爵士薩克斯管演奏家

### 17日
- 加拉克蒂翁·塔比澤，喬治亞詩人[3]

### 19日
- 翁貝托·巴巴羅，意大利評論家

### 23日
- 多米尼克·特爾卡，捷克斯洛伐克羅馬天主教神父和祝福

### 24日
- 阿卜杜勒·拉赫曼·馬赫迪，蘇丹政治人物和宗教領袖，安薩爾伊瑪目，蘇丹第一任總理

### 26日
- 雷蒙·錢德勒，美國出生的小說家

### 28日
- 柳博夫·戈蘭奇科娃，蘇聯飛行員

### 29日
- 巴泰勒米·博甘達，中非共和國第一任總理

## 4月

### 2日
- 尼古拉斯·夏涅茨基，蘇聯東正教神父、主教、殉道者和祝福者

### 8日
- 馬里奧·德·貝爾納迪，義大利飛行員
- 馬里奧斯·馬克里奧尼蒂斯，希臘耶穌會主教和牧師
- 喬納森·澤內克，德國物理學家和電氣工程師[4]

### 9日
- 法蘭克·洛伊·萊特，美國建築師。有「有機建築」聞名，代表作落水山莊。

### 18日
- 歐文·卡明斯，美國演員

### 28日
- 阿拉伯特·福加拉西，匈牙利哲學家和政治家
- 瑪麗亞·古吉亞里·埃切維里亞，巴拉圭羅馬天主教，自稱受人尊敬的宗教人士

### 29日
- 肯尼斯·安德森爵士，英國將軍

## 5月

### 5日
- 喬治·葛籣特，法國羅馬天主教紅衣主教和傑出人物
- 卡洛斯·薩維德拉·拉馬斯，阿根廷政治家，諾貝爾和平獎獲得者

### 8日
- 雷納托·卡喬波利，義大利數學家
- 赫克托·喬凱特，加拿大政治家
- 易卜拉欣，馬來西亞蘇丹

### 11日
- 瑪塞拉·阿爾巴尼，義大利女演員

### 14日
- 西德尼·貝切特，美國出生的爵士薩克斯管演奏家

### 17日
- 乔治·阿尔伯特·史密斯，英國電影先驅
- 裘蒂特·特謝拉，葡萄牙作家

### 18日
- 阿普斯利·切里-加勒德，南極探險家
- 恩里克·瓜伊塔，阿根廷足球運動員

### 20日
- 阿尔弗雷德·舒茨，奧地利社會學家

### 24日
- 约翰·福斯特·杜勒斯，美國國務卿

### 29日
- 艾德·沃爾許，美國棒球運動員（芝加哥白襪隊）和美國職業棒球大聯盟名人堂成員

## 6月

### 1日
- 萨克斯·罗默，英國作家

### 4日
- 查理斯·維多爾，美國導演

### 8日
- 彼得羅·卡諾尼卡，義大利雕塑家

### 9日
- 桑尼·黑爾，英國演員和導演
- 阿道夫·温道斯，德國化學家，諾貝爾獎獲得者

### 13日
- 肖恩·萊斯特，愛爾蘭外交官[5]

### 14日
- 熱羅尼莫·門德斯，智利政治家，共和國代理總統

### 15日
- 卡齊米日·貝因，波蘭眼科醫生

### 16日
- 喬治·李維，美國電視演員

### 18日
- 埃塞爾·巴里摩爾，美國舞臺和銀幕女演員
- 文森佐·卡達雷利，義大利詩人

### 20日
- 芦田均，日本政治家，日本第34任首相
- 伊恩·克魯尼斯·羅斯爵士，澳大利亞科學家[6]

### 22日
- 費利克斯·吉格諾，法國醫生
- 布鲁斯·哈伦，美國奧運跳水運動員

### 23日
- 切薩雷·瑪麗亞·德維奇，義大利士兵
- 鮑裡斯·維安，法國作家、詩人、歌手和音樂家

### 27日
- 波旁-帕爾馬的埃利亞，波旁－帕爾馬家族首領，帕爾馬公國的繼承人。
- 喬瓦尼·帕斯特羅內，義大利演員、導演和編劇

### 30日
- 何塞·巴斯孔塞洛斯，墨西哥政治家、作家和哲學家

## 7月

### 2日
- 謝爾蓋·切特維里科夫，俄羅斯生物學家

### 3日
- 約翰·博耶爾，挪威小說家和戲劇家

### 6日
- 喬治·格羅茲，德國藝術家

### 7日
- Hermenegildo Anglada Camarasa，西班牙畫家
- 歐內斯特·紐曼，英國音樂評論家[7]

### 14日
- 格洛克，瑞士小丑

### 15日
- 欧内斯特·布洛赫，瑞士出生的美國作曲家
- 阿戈斯蒂諾·傑梅利，義大利方濟各會修道士和牧師

### 17日
- 比莉·荷莉戴，美國歌手[8]

### 20日
- 威廉·赖希，美國海軍上將

### 25日
- 伊紮克·哈列維·赫爾佐格，波蘭出生的愛爾蘭首席拉比，後來成為以色列的首席拉比
- 盧安達國王穆塔拉三世

### 27日
- 亚历山大·赞科夫，保加利亞第21任總理

### 30日
- 瑪麗亞·納蒂維達德·維內加斯·德拉托雷，墨西哥羅馬天主教修女和聖人

## 8月

### 4日
- 伊萬·貝蘭，羅馬尼亞東正教主教

### 6日
- 普雷斯頓·斯特吉斯，美國電影導演和作家

### 8日
- 阿爾伯特·納馬吉拉，澳大利亞原住民藝術家
- 路易吉·斯图尔佐，義大利羅馬天主教神父和政治家

### 9日
- 埃米爾·弗朗齊謝克·布里安，捷克斯洛伐克詩人

### 15日
- 盲人威利·麥克泰爾，美國皮埃蒙特藍調歌手和吉他手

### 16日
- 小威廉·海爾賽，美國海軍上將[9]
- 萬達·蘭多夫斯卡，波蘭大鍵琴演奏家
- 何塞·佩索阿·卡瓦爾康蒂·德·阿爾伯克基，巴西軍官

### 21日
- 雅各·愛潑斯坦，美國出生的英國雕塑家

### 28日
- 拉斐爾·萊姆金，國際律師
- 博胡斯拉夫·馬爾蒂努，捷克作曲家

## 9月

### 6日
- 埃德蒙·戈温，英國演員
- 凯·肯德尔，英國女演員

### 7日
- 莫裡斯·杜普萊西斯，魁北克省省長

### 9日
- 拉蒙·丰斯特，古巴擊劍運動員

### 11日
- 保羅·道格拉斯，美國演員

### 14日
- 韦恩·莫里斯，美國演員

### 18日
- 阿道夫·齐格勒，德國畫家

### 20日
- 尼坎德爾·奇比索夫，俄羅斯指揮官

### 22日
- 约瑟夫·马蒂亚斯·豪尔，奧地利作曲家和音樂理論家
- 第一代艾恩賽德男爵埃德蒙·艾恩賽德，英國陸軍元帥

### 24日
- 沃爾夫岡·帕倫，德國-奧地利-墨西哥畫家、雕塑家和藝術哲學家

### 25日
- 海倫·布羅德里克，美國女演員

### 26日
- 所罗门·班达拉奈克，錫蘭第四任總理

### 28日
- 鲁道夫·卡拉乔拉，德國賽車手
- 文森特·理查兹，美國網球運動員

### 30日
- 泰勒·福爾摩斯，美國演員

## 10月

### 1日
- 恩里科·德尼科拉，義大利法學家、政治家和記者，義大利第一任總統

### 6日
- 伯纳德·贝伦森，美國藝術史學家

### 7日
- 馬利奧·蘭沙，美國男高音

### 9日
- 石井四郎，日本微生物學家和731部隊中將

### 14日
- 埃羅爾·弗林，澳大利亞演員

### 15日
- 斯捷潘·班德拉，烏克蘭民族主義領袖

### 16日
- 马歇尔，美国前国务卿、五星上将

### 18日
- 弗雷德里克·霍恩，美國海軍上將

### 19日
- 易卜拉欣·哈基米，伊朗第29任總理

### 20日
- 維爾納·克勞斯，德國演員

### 22日
- 約瑟夫·卡希爾，澳大利亞政治家

### 28日
- Lili Árkayné Sztehló，匈牙利畫家
- 卡米洛·西恩富戈斯，古巴革命家

### 29日
- 西萨旺·冯，老撾王國首任國王[10]

## 11月

### 1日
- M·K·蒂亞加拉賈·巴加瓦薩，泰米爾電影演員和製片人

### 2日
- 費德里科·特德斯基尼，義大利羅馬天主教紅衣主教和傑出人物

### 4日
- 喬治·卡爾斯利迪斯，希臘東正教牧師、長老和聖人
- 弗里德里希·懷斯曼，奧地利數學家、物理學家和哲學家

### 6日
- 何塞·勞雷爾，菲律賓政治家和法官，菲律賓第三任總統
- 伊萬·列昂尼多夫，俄羅斯建築師

### 7日
- 穆罕默德·馬哈巴特汗三世，朱納加爾的納瓦布
- 維克多·麥克拉葛籣，英國演員和拳擊手

### 10日
- 盧皮諾·萊恩，英國演員

### 15日
- 查爾斯·湯姆森·里斯·威爾遜，蘇格蘭物理學家，諾貝爾獎獲得者

### 17日
- 海托爾·維拉-羅伯斯，巴西作曲家

### 20日
- 阿方索·洛佩斯·普马雷霍，哥倫比亞政治人物，兩屆哥倫比亞總統

### 21日
- 馬克斯·貝爾，美國拳擊手和演員
- 奧拉夫·邁斯達爾沙根，挪威政治家，財政部長

### 22日
- 莫拉·马洛里，美國網球冠軍

### 24日
- 斯捷潘·埃爾齊亞，俄羅斯雕塑家
- 揚·吉古爾圖，羅馬尼亞第42任總理
- Dally Messenger，澳大利亞橄欖球聯盟球員

### 25日
- 熱拉爾·菲力浦，法國演員

## 12月

### 3日
- Juozapas Skvireckas，蘇聯東正教大主教和牧師

### 4日
- 休伯特·馬里施卡，奧地利電影導演

### 7日
- 查理·霍爾，英國演員
- 久邇宮朝融王

### 11日
- 吉姆·巴頓里，美國棒球運動員（聖路易斯紅雀隊）和美國職業棒球大聯盟名人堂成員

### 14日
- 斯坦利·斯賓塞，英國畫家

### 19日
- 安德列斯·馬丁內斯·特魯巴，烏拉圭第31任總統

### 22日
- 吉爾達·格雷，波蘭出生的舞蹈家和女演員

### 23日
- 第一代哈利法克斯伯爵愛德華·伍德，英國政治家

### 28日
- 安特·帕韦利奇，克羅埃西亞法西斯領袖和二戰戰犯

## 日期不詳
- 阿巴斯·伊本·易卜拉欣·薩姆拉利，摩洛哥歷史學家
- 埃琳娜·塞切利奇，羅馬尼亞藝術體操運動員